# Калюжна Галина Михайлівна
Гали́на Миха́йлівна Калю́жна (3 квітня 1958, Біла Церква — 17 березня 2011, Київ) — українська поетеса, піснярка, педагогиня, журналістка. Член Національної спілки письменників України з 1999 року.

## Життєпис
Народилася 3 квітня 1958 року в м. Біла Церква Київської області.
1975 року дев'ятикласницею прийшла в літературне об'єднання «Заспів» при міськрайонній газеті. Того ж року дебютувала в «Ленінському шляху» віршем «Зацвів чагарник посивілий».
1977 закінчила середню школу № 3 і вступила до Вінницького педагогічного інституту, після закінчення якого з відзнакою повернулася в рідну школу філологом.
6 грудня 1991 одружилася із Олегом Орачем.
З 1993 — вчителька української мови й літератури школи № 87 міста Києва.
З 2001 викладала українську мову й літературу в Академії муніципального управління.
Автор збірок віршів «Забута ікона» (вийшла друком у Чернівцях в 1997) і «Літо метелика» (вийшла у Києві в 2013, після смерті поетеси), численних публікацій в колективних збірниках, альманахах, періодичних виданнях.
Більше 30 текстів Калюжної покладено на музику, переважна більшість Павлом Дворським.
На радіоканалі «Культура» вела щотижневу програму «Гармонія душі».

## Відзнаки
- Літературна премія імені Василя Симоненка НСПУ (2000).
- «Відмінник освіти України» (2000).